# Scobinți (gmina)
Scobinți – gmina w Rumunii, w okręgu Jassy. Obejmuje miejscowości Bădeni, Fetești, Scobinți, Sticlăria i Zagavia. W 2011 roku liczyła 7458 mieszkańców.